# Tjornyj kvadrat
Tjornyj kvadrat (russisk: Чёрный квадрат, da.: Sorte kvadrat) er en russisk spillefilm fra 1992 instrueret af Jurij Moroz.

## Medvirkende
- Dmitrij Kharatjan som Aleksandr Turetskij
- Elena Yakovleva som Rita
- Vitalij Solomin som Konstantin Merkulov
- Vasilij Lanovoj som Vasilij Kassarin
- Tatjana Kravtjenko som Aleksandra Rusanova